# Christuskirche (Oberhof)

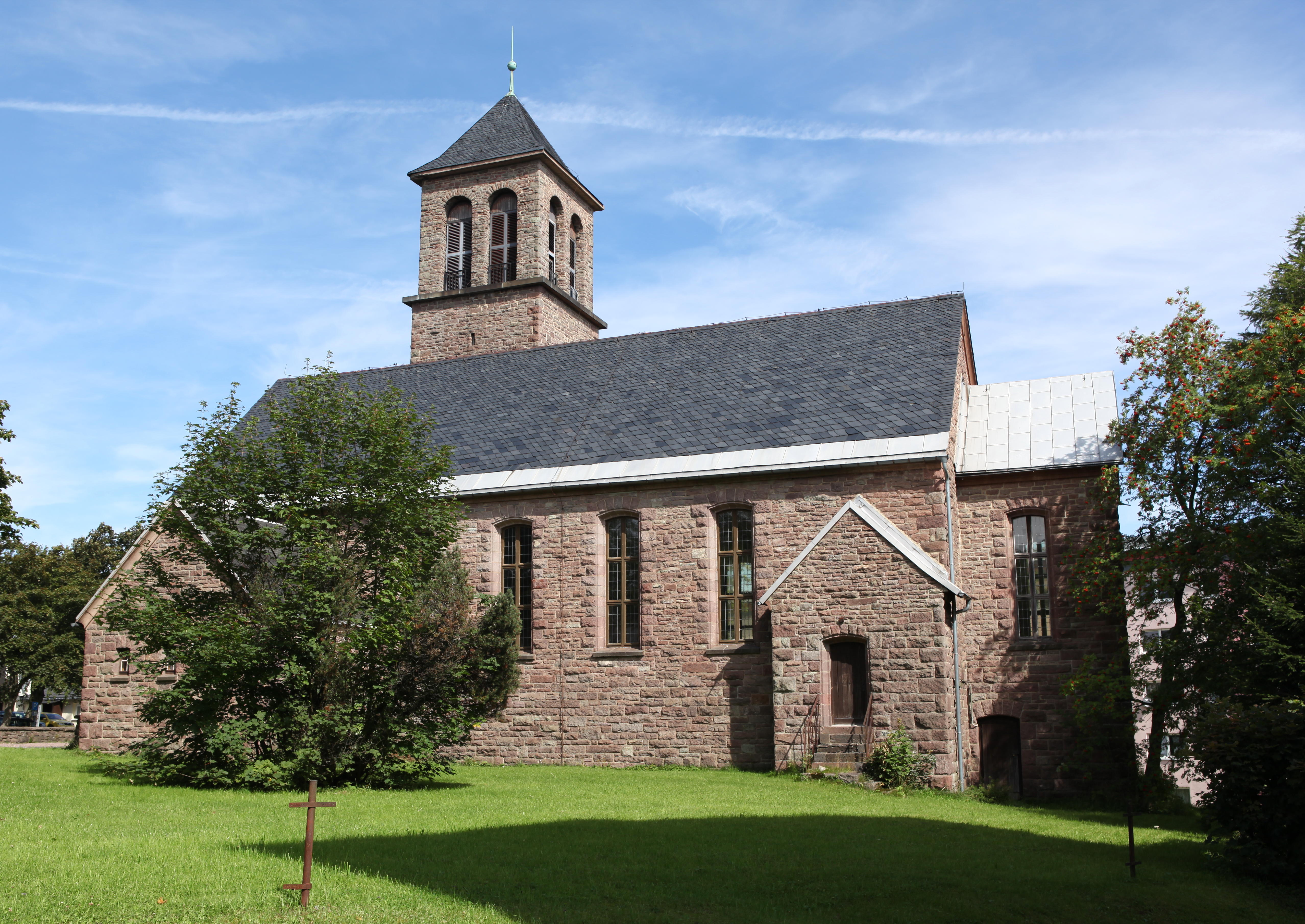
Die Christuskirche

Die evangelische Christuskirche steht auf dem Kamm des Thüringer Waldes in der Landstadt Oberhof im Landkreis  Schmalkalden-Meiningen in Thüringen.

## Geschichte
Die durch den Johanniterorden aus Weißensee begründete Herberge „Den Oberen Hof“ wurde im Zuge der Reformation von einem Pfarrer aus Crawinkel betreut. Im Jahr 1704 wurde das heute noch bestehende Schulgebäude erbaut, das zugleich als Gebetshaus diente.
Als dieses sich als zu klein erwies, baute die Gemeinde 1783 eine Kirche.
Im 19. Jahrhundert erfuhr der Ort durch den aufstrebenden Wintersport und als Höhenluftkurort eine rasante Entwicklung. Einen 1937 gefassten Plan zum Bau einer repräsentativen Kirche verhinderte der Zweite Weltkrieg.
1950 beschloss der Gemeinderat den Bau einer neuen Kirche. Der Landesbischof Moritz Mitzenheim wurde einbezogen. Zusagen wurden gegeben, aber verzögert. Sogar zwischen Walter Ulbricht und Otto Grotewohl entspann sich bezüglich des Kirchenbaus eine Kontroverse, aber am 26. Juli 1953 wurde mit Zustimmung der Bevölkerung der Grundstein gelegt. Die Einweihung fand am 17. November 1957 statt.